# Сајнијај (Јужна Дакота)
Сајијнај (енгл. Sinai) град је у америчкој савезној држави Јужна Дакота.

## Демографија
По попису из 2010. године број становника је 120, што је 13 (-9,8%) становника мање него 2000. године.
| Група             | 2000.        | 2010.       |
| Белци             | 133 (100,0%) | 114 (95,0%) |
| Афроамериканци    | 0 (0,0%)     | 0 (0,0%)    |
| Азијати           | 0 (0,0%)     | 1 (0,8%)    |
| Хиспаноамериканци | 0 (0,0%)     | 2 (1,7%)    |
| Укупно            | 133          | 120         |